# OSI (gruppo musicale)
Gli OSI (acronimo di Office of Strategic Influence), sono un gruppo musicale progressive metal statunitense formato nel 2003 come progetto solista di Mike Portnoy, a cui si sono aggregati successivamente Jim Matheos, Simon Phillips e Kevin Moore nella stesura delle canzoni e dei testi.

## Storia del gruppo

### Office of Strategic Influence
Il primo album, chiamato Office of Strategic Influence in riferimento all'ufficio creato dal governo statunitense in seguito agli attentati dell'11 settembre 2001, vede nel ruolo di bassista Sean Malone mentre nel ruolo di cantante era previsto Daniel Gildenlöw dei Pain of Salvation che non poté partecipare a causa di impegni con la sua band. Si decise quindi di lasciare a Kevin Moore il ruolo di cantante, proponendo una voce molto diversa dai canoni del metal, avvicinando così il progetto ai suoi lavori sotto il nome di Chroma Key. Steven Wilson dei Porcupine Tree ha partecipato al progetto cantando nella canzone ShutDOWN. Tutti i testi sono stati scritti da Kevin Moore e Jim Matheos.
L'album risulterà essere un matrimonio fra la sperimentazione sonora al limite dell'elettronica di Moore (che ricopre a dovere il ruolo di cantante, con un timbro molto simile a Richard Wright) e le linee melodiche di Matheos alle chitarre.

### Free
Nel 2006 vede la luce quello che doveva essere originariamente Osi 2 che, invece, viene chiamato Free. Questo secondo album è completamente un lavoro a due, Kevin Moore e Jim Matheos; Mike Portnoy, infatti, non partecipa alla stesura dei brani. Tutti i testi sono stati scritti e cantati da Kevin. Il ruolo di bassista è stato occupato da Joey Vera. Tutti gli strumenti sono stati registrati dal duo ad esclusione della batteria, curata da Portnoy.
Lo stesso Portnoy ha abbandonato il gruppo nel settembre 2008.

### BloodeFire Make Thunder
Nell'aprile 2009 viene pubblicato in Europa Blood, uscito nel maggio seguente anche in America del Nord. All'album hanno preso parte in qualità di musicisti ospiti il batterista Gavin Harrison, presente in tutti i brani, e Mikael Åkerfeldt degli Opeth, presente in Stockholm. Nel 2010 il gruppo firma un contratto con la Metal Blade Records, che ripubblica Office of Strategic Influence nel settembre dello stesso anno.
Il quarto album in studio della band esce nel marzo 2012 ed è intitolato Fire Make Thunder.

## Formazione
Attuale
- Jim Matheos – chitarra, basso, tastiera (2002-presente)
- Kevin Moore – voce, tastiera (2002-presente)

Ex-componenti
- Mike Portnoy – batteria (2002-2008)

## Discografia

### Album in studio
- 2003 – Office of Strategic Influence
- 2006 – Free
- 2009 – Blood
- 2012 – Fire Make Thunder

### Extended play
- 2006 – re:free